# Melittia pulchripes
Melittia pulchripes is een vlinder uit de familie van de wespvlinders (Sesiidae), onderfamilie Sesiinae.
Melittia pulchripes is voor het eerst wetenschappelijk beschreven door Francis Walker in 1856. De soort komt voor in het Neotropisch gebied.